# Open Your Mind and Your Trousers
Open Your Mind and Your Trousers — 21-й студийный альбом немецкой группы Scooter, выпущенный 22 марта 2024 года. Первый студийный альбом группы с участием Марка Блоу, который присоединился к группе в 2022 году после ухода Себастьяна Шильде и Майкла Саймона, и четвёртый студийный альбом с участием Джея Фрога, который был членом группы с 2002 по 2006 год и вернулся в неё в 2023 году.
В поддержку альбома, а также в связи с 30-летием группы в 2024 году в Европе запланирован концертный тур под названием Thirty, Rough and Dirty!.

## Список композиций
| №   | Название                                              | Автор(ы)                                                                                                   | Длительность |
| --- | ----------------------------------------------------- | --- | ------------ |
| 1.  | «Thirty, Rough and Dirty»                             | Эйч Пи Бакстер Марк Блоу Джей Фрог Йенс Теле                                                               | 1:45         |
| 2.  | «Rave & Shout» (совместно с Harris & Ford)            | Бакстер Блоу Фрог Теле Патрик Пёль Кевин Кридло Донна Лугасси Рейчел Велберг                               | 3:00         |
| 3.  | «Posse Reloaded» (совместно с Finch)                  | Бакстер Рик Джей Джордан Аксель Кун Теле Йохан ван Бек Роберт Маху Яспер Дрексаге Гуидо Пернет Ларензо Нэш | 2:33         |
| 4.  | «Techno Is Back» (совместно с Harris & Ford)          | Бакстер Блоу Фрог Теле Пёль Кридло Лугасси Велберг Эмиль Дитрих                                            | 2:56         |
| 5.  | «I Keep Hearing Bingo»                                | Бакстер Блоу Теле Маттиас Уле Александер Кайзер                                                            | 2:25         |
| 6.  | «Children of the Rave»                                | Бакстер Блоу Фрог Теле Андре Аппель Мортен Юль Велберг Лугасси Себастиан Мозер                             | 2:27         |
| 7.  | «Let's Do It Again»                                   | Бакстер Блоу Фрог Теле                                                                                     | 2:11         |
| 8.  | «Waste Your Youth»                                    | Бакстер Блоу Фрог Теле Максимиллиан Бонет Мари Йенсен Питер Стефан Брюггер Рюдигер Линхоф Флориан Вебер    | 2:44         |
| 9.  | «Sun Comes Back Around»                               | Бакстер Блоу Теле Кристин Поль Лорис Чимино Риль                                                           | 2:33         |
| 10. | «For Those About to Rave» (совместно с Timmy Trumpet) | Тимми Трампет Миккель Кокс Тобиас Фредриксен Бакстер Блоу Фрог Теле Марсель Неуманн                        | 2:42         |
| 11. | «ARDRHU»                                              | Бакстер Блоу Леандер Бенц Мерлин Яновский Теле                                                             | 3:53         |
| 12. | «Berliner Luft»                                       | Бакстер Блоу Фрог Теле                                                                                     | 2:46         |
| 13. | «Ten Feet»                                            | Бакстер Блоу Фрог Теле Себастьян Шильде Симон Адриан Риль Поль                                             | 3:06         |
| 14. | «Constellations»                                      | Бакстер Блоу Фрог Теле Андреас Йозеф Хубер Ян Хаммеле Лина Хансон                                          | 2:56         |
| 15. | «Avoid Rivals»                                        | Бакстер Блоу Фрог Теле                                                                                     | 4:25         |

### Заимствования
- «Posse Reloaded» содержит элементы сингла Scooter «Posse (I Need You on the Floor)» (2001).
- «I Keep Hearing Bingo» содержит элементы сингла X-Perience «A Neverending Dream[англ.]» (1996).
- «Waste Your Youth» содержит элементы сингла Sportfreunde Stiller «Ein Kompliment» (2002).
- «Berliner Luft» содержит элементы из оперетты Пауля Линке «Немецкий воздух» (нем. Berliner Luft).

## Позиции в чартах
| Чарт (2024)                            | Наивысшая позиция |
| -------------------------------------- | ----------------- |
| Австрия (Ö3 Austria)                   | 4                 |
| Германия (Offizielle Top 100)          | 2                 |
| Швейцария (Schweizer Hitparade)        | 8                 |
| Великобритания (UK Dance Albums Chart) | 2                 |